# Права ЛГБТ в Объединённых Арабских Эмиратах
Права ЛГБТ (лесбиянок, геев, бисексуалов и транс-людей) в значительной степени ущемлены в Объединенных Арабских Эмиратах. Все сексуальные отношения вне гетеросексуального брака считаются преступлением. Наказания варьируются от лишения свободы, порки, избиения, пытки, смерти, штрафов и депортации, если вы не являетесь гражданином. Прелюбодеяние и блуд также являются преступлениями, и лицо, осуждённое за гомосексуальность, может также столкнуться с обвинениями в прелюбодеянии, если у него или неё есть супруг противоположного пола, имея сексуальные отношения с лицом одного пола.

## Законность однополой сексуальной активности
Статья 354 Федерального Уголовного кодекса гласит: «Тот, кто совершает изнасилование женщины или содомию с мужчиной, наказывается смертью». В то время как английские переводы арабского текста находятся в некотором разногласии, обычно считается, что это запрет на изнасилование и согласованную содомию. Федеральный уголовный кодекс, который следует закону шариата, не заменяет собой правовую систему каждого эмирата, если это не противоречит федеральному закону. Следовательно, лицо может быть обвинено в преступлении через федеральный уголовный кодекс или в соответствии с местным (эмиратским) уголовным кодексом. Пытки, расстрелы, избиения и порки, как правило, допускаются. Лишение свободы, смертная казнь, штрафы, кастрация, пытки, порки, и депортация для иностранцев — обычное явление.
В 2013 году было объявлено, что все в Совете сотрудничества арабских государств Персидского залива согласились установить те или иные формы, пока неизвестные, для того, чтобы запретить и депортировать гей-иностранцев.

### Абу-Даби
Статья 80 Уголовного кодекса Абу-Даби определяет содомию наказуемой лишением свободы на срок до 14 лет. В нескольких новостных сообщениях было сообщено, как применяется закон. Переодевание также является незаконным.
В 2005 году двадцать шесть молодых людей были задержаны в отеле Абу-Даби после того, как полиция обнаружила, что мужчины, занимались переодеванием и гомосексуальными практиками. Обсуждая рейд, Мухаммед бин Нукхайра Аль-Дахири, министр юстиции, исламских дел и Вакфа заявил: "В ОАЭ не будет места для гомосексуальных и странных действий. Наше общество не принимает странное поведение, ни на словах, ни в действии ". Первоначальные доклады сообщали, что некоторым из этих мужчин было приказано провести экспериментальную гормональную терапию, хотя правительство впоследствии отказалось от этих заявлений. Всем мужчинам дали пятилетний тюремный срок.

### Дубай
Статья 177 Уголовного кодекса Дубая предполагает тюремное заключение до 10 лет по обоюдной содомии. Самый распространённый образ ЛГБТ- людей в местных СМИ связан с иностранцами, болезнями и сексуальными преступлениями, такими как изнасилование.
Одним из таких случаев было похищение и изнасилование шестнадцатилетнего французского мальчика группой мужчин. Первоначально полиция рассматривала жертву как подозреваемого, и страх быть обвинённым по статье 177 побудил парня и его семью покинуть страну. В конце концов никаких формальных обвинений в отношении подростка не были выдвинуты, когда он вернулся, чтобы свидетельствовать против своих насильников. Эта история вызвала международное внимание средств массовой информации к представителям правительства, защищающим уголовные законы ущемляющие гомосексуалов, заявив: «Это консервативное общество. Гомосексуальное поведение является незаконным актом, и мы не стыдимся этого». Мать мальчика начала международную кампанию по бойкоту в Дубае для лечения её сына, но закончила, когда правительство согласилось на определённые требования. Мальчик был также награждён 15 млн дирхамами (4 млн долларов) в виде гражданской компенсации.
В 2008 году двум лесбиянкам было дано одномесячное тюремное заключение, после освобождения их депортировали из-за участия в публичных проявлениях любви во время посещения пляжа. Судебный процесс, по сообщениям, первый в своем роде, побудил полицию создать специальную целевую группу для борьбы с «гомосексуализмом и другими неприличными действиями», которые происходят на пляжах.
Юридические и социальные санкции против ЛГБТ-людей означают, что в Дубае нет официальных ЛГБТ-организаций или ночных клубов. Один ночной клуб под названием Diamond Club организовал специальную ночь для ЛГБТ-сообщества, с участием британского кроссдрессинг-диджея, пока его не закрыло правительство.
В 2011 году двое мужчин были пойманы за сексом в машине и приговорены к одному году лишения свободы. Оба мужчины были депортированы после тюремного заключения.
В 2012 году полиция арестовала двух индийских мужчин за сексом в общественном туалете на автобусной станции. Оба были заключены в тюрьму на шесть месяцев каждый и депортированы после завершения тюремных сроков. В том же году 28-летний британец, который по пьяни занялся сексом с другим мужчиной в общественном месте был приговорён вместе с ним к трём годам лишения свободы с последующей депортацией. 21 марта 2012 года, полиция совершила рейд на гей-вечеринку, состоящую из 30 мужчин и разогнала её. 7 июня 2012 года, бельгиец признался полиции, что он был в гомосексуальных отношениях с филиппинцем. Он был арестован и заключён в тюрьму на год с последующей депортацией.
В 2014 году Карен Мкэ и Камилла Сатто, две трансгендерные-женщины из Бразилии, были арестованы в ночном клубе отеля в Дубае за «имитацию женщин». Женщинам не разрешалось покидать Дубай после того, как их паспорта были изъяты и предъявлены уголовные обвинения.
9 августа 2016 года, канадско-американская модель Gigi Gorgeous, которая является трансгендерной женщиной, была задержана официальными лицами в международном аэропорту Дубая, поскольку власти не признали её пол законным. Спустя более пяти часов нахождения под стражей, она была освобождена.
В октябре 2017 года, Джейми Харрон из Стирлинга (Шотландия) столкнулся с трёхлетним тюремным заключением после того, как положил руку на человека в баре, чтобы не «брызгать и разливать напитки». Он был арестован за непристойное поведение в общественном месте после прикосновения к бедру мужчины. Обвинения в непристойном поведении были сняты после вмешательства правителя эмирата шейха Мохаммеда ибн Рашид Аль Мактума.

## Гендерная идентичность и выражение
В сентябре 2016 года, правительство приняло Федеральный Указ № 4, ряд изменений, направленных на снижение уголовной ответственности врачей. Новый закон позволяет врачам проводить медицинское вмешательство для интерсекс-людей, чтобы изменить их пол.

## Условия жизни
В Докладе о правах человека, опубликованном Госдепартаментом США в 2011 году, было установлено, что
как гражданское право, так и шариат криминализуют гомосексуальные отношения. При шариате смертная казнь является наказанием для лиц, которые участвуют в обоюдных гомосексуальных отношениях. Судебных преследований за гомосексуальные отношения в течение … 2011 г. не было. Правительство подвергало людей психологическому лечению и консультированию по гомосексуальной деятельности. Кроссдрессинг — это наказуемое преступление. Правительство депортировало трансвеститов-иностранцев и направляло граждан к прокурорам.

### Цензуры в интернете
Правительство Объединённых Арабских Эмиратов ограничило доступ к различным сайтам и проверяет чаты, мгновенные сообщения и блоги. Было всего несколько сообщений о преследованиях и наказаниях, но многие люди в Интернете скрыли или удалили свои разговоры и учётные записи в гей-чатах. Единственный интернет-провайдер в стране имеет прокси-сервер, который блокирует любой сайт, противоречащий моральным ценностям страны. Сайты, касающиеся знакомства или брака, вопросы ЛГБТ, вера Бахаи, Израиль или сайты, связанные с разблокировкой интернет-ресурсов, являются недоступными. Отчёты предполагают, что любой сайт со словом «гей» или «секс» заблокирован.

## Общественное мнение
В мае 2015 года PlanetRomeo, социальная сеть ЛГБТ, опубликовала свой первый индекс гей-счастья (GHI). Геев из более чем 120 стран спрашивали о том, как они относятся к мнению общества о гомосексуальности, как они переживают то, как к ним относятся другие люди, и насколько они довольны своей жизнью. ОАЭ заняли 85-е место с оценкой GHI 37.

## Сводная таблица
| Гомосексуальные отношения                                                                                  | (Наказание: депортация, химическая кастрация, смерть, штрафы или тюремное заключение) |
| Равный возраст согласия                                                                                    |                                                                                       |
| Антидискриминационные законы только в сфере занятости                                                      |                                                                                       |
| Антидискриминационные законы в сфере предоставления товаров и услуг                                        |                                                                                       |
| Антидискриминационные законы во всех других сферах (включая косвенную дискриминацию, разжигание ненависти) |                                                                                       |
| Однополые браки                                                                                            |                                                                                       |
| Признание однополых пар                                                                                    |                                                                                       |
| Усыновление однополыми парами                                                                              |                                                                                       |
| Совместное усыновление однополым парам                                                                     |                                                                                       |
| ЛГБТ-люди могут открыто служить в армии                                                                    |                                                                                       |
| Право на изменение юридического пола                                                                       | / (Интерсекс-люди могут изменить свой пол)                                            |
| Доступ к ЭКО для лесбиянок                                                                                 |                                                                                       |
| Коммерческое суррогатное материнство для гей-пар                                                           |                                                                                       |
| Гомосексуалам разрешено сдавать кровь                                                                      |                                                                                       |